# 李範教
李 範教（イ・ボムギョ、朝鮮語: 이범교/李範敎、1888年7月27日 - 1951年）は、日本統治時代の朝鮮および大韓民国の独立運動家、医師、政治家。制憲韓国国会議員。
本貫は全州李氏。別名は李 相伯（イ・サンベク、이상백）。

## 経歴
慶尚北道大邱（現・大邱広域市）生まれ、同道永川出身。2男3女の長男。大邱啓星学校卒、大邱東山病院医学講習所（現・啓明大学校）修了。大邱で医院を開業したが、三・一運動に参加して起訴猶予の処分を受けた。その後は警察の指名手配を避けて上海へ亡命し、1919年4月に上海臨時政府交通部交通委員に選ばれた。1919年7月に臨時政府の特派員としてしばらく慶尚北道に帰国したが、同年11月にまた満洲の奉天に渡り、出入国案内役や連絡役として活動し、同年12月にロシア・ニコルシク（現・ウスリースク）で培英学校と病院を設立した。李範奭が1921年の黒河事変でイマン（現・ダリネレチェンスク）を脱出した後、培英学校で訓練部長を約6か月間務めた。帰国後は医師業を再開したほか、米軍政庁永川郡顧問、大韓独立促成国民会清道郡支部委員長を務めた。1948年の初代総選挙では永川郡乙選挙区から無投票で当選した。
1951年に死去。1990年に建国勲章愛族章が追叙された。2004年12月に永川市内の公園に追慕碑が建てられた。